# Aeroportul Hutchinson County
Aeroportul Hutchinson County (IATA: BGD, ICAO: KBGD, FAA LID: BGD) este un aeroport din Texas, Statele Unite ale Americii ce deservește zona Comitatul Hutchinson. Aeroportul a fost tranzitat în 2019 de 48 de pasageri. A fost numit după zona deservită.
Situat la o altitudine de 931 m, aeroportul dispune de 2 piste.

## Infrastructură

### Piste
Aeroportul dispune de 2 piste. Pista 03/21 are suprafața de asfalt și dimensiunile 3.897 picioare × 100 picioare. Pista 17/35 are suprafața de asfalt și dimensiunile 6.299 picioare × 100 picioare. 